# Jan Julius Quast
Jan Julius Quast (geb. 25. Mai 1939 in Hamburg; Pseudonym Yoolyus) ist ein Künstler der zeitgenössischen Malerei.

## Leben
Nachdem er durch eine schwere Krankheit seine kaufmännisch-berufliche Laufbahn aufgeben musste, widmet er sich der Malerei.
Er ist Mitglied im Meisterkreis des Forschungsinstituts Bildender Künste und wird sowohl im Allgemeinen Künstlerlexikon (AKL) als auch im lex-art.eu geführt.
Quast war bis Ende 2010 Mitglied der Künstlergruppe ARTGALA, Leipzig.
Er wurde in Wettbewerben mehrfach ausgezeichnet, zuletzt 2015 im Champions-Turnier des Meisterkreises. Dort erhielt er eine Silbermedaille und wurde für sein Œuvre mit „magna cum laude“ geehrt.
Den Stil seiner neueren Werke nennt der Künstler Neography.